# Thomas Howard, XXI conte di Arundel
Thomas Howard, XXI conte di Arundel, conte di Norfolk e del Surrey (Finchingfield, 7 luglio 1585 – Padova, 4 ottobre 1646), è stato un nobile, politico e collezionista d'arte inglese.
Alla sua morte era in possesso di 700 dipinti, oltre ad una vastissima collezione di sculture, libri, stampe, disegni e gioielleria antica. Gran parte della sua collezione di sculture, conosciuta col nome di "Arundelian Marbles" verrà poi lasciata dai suoi discendenti all'Università di Oxford.

## Biografia

### Infanzia
Thomas Howard nacque in relativa povertà dal momento che la famiglia aristocratica da cui proveniva era caduta in disgrazia durante il regno della regina Elisabetta I d'Inghilterra a causa del conservatorismo religioso e del coinvolgimento in un complotto per l'assassinio della monarca. Egli era il figlio di Philip Howard, XX conte di Arundel e di Anne Dacre, figlia e co-erede di Thomas Dacre, IV barone Dacre di Gilsland. Egli non conobbe mai suo padre che venne imprigionato prima della nascita di Thomas.
I prozii di Thomas furono in grado, con l'ascesa al trono del cattolico Giacomo I di riguadagnarsi il favore ed i titoli persi nel 1604.

### Matrimonio

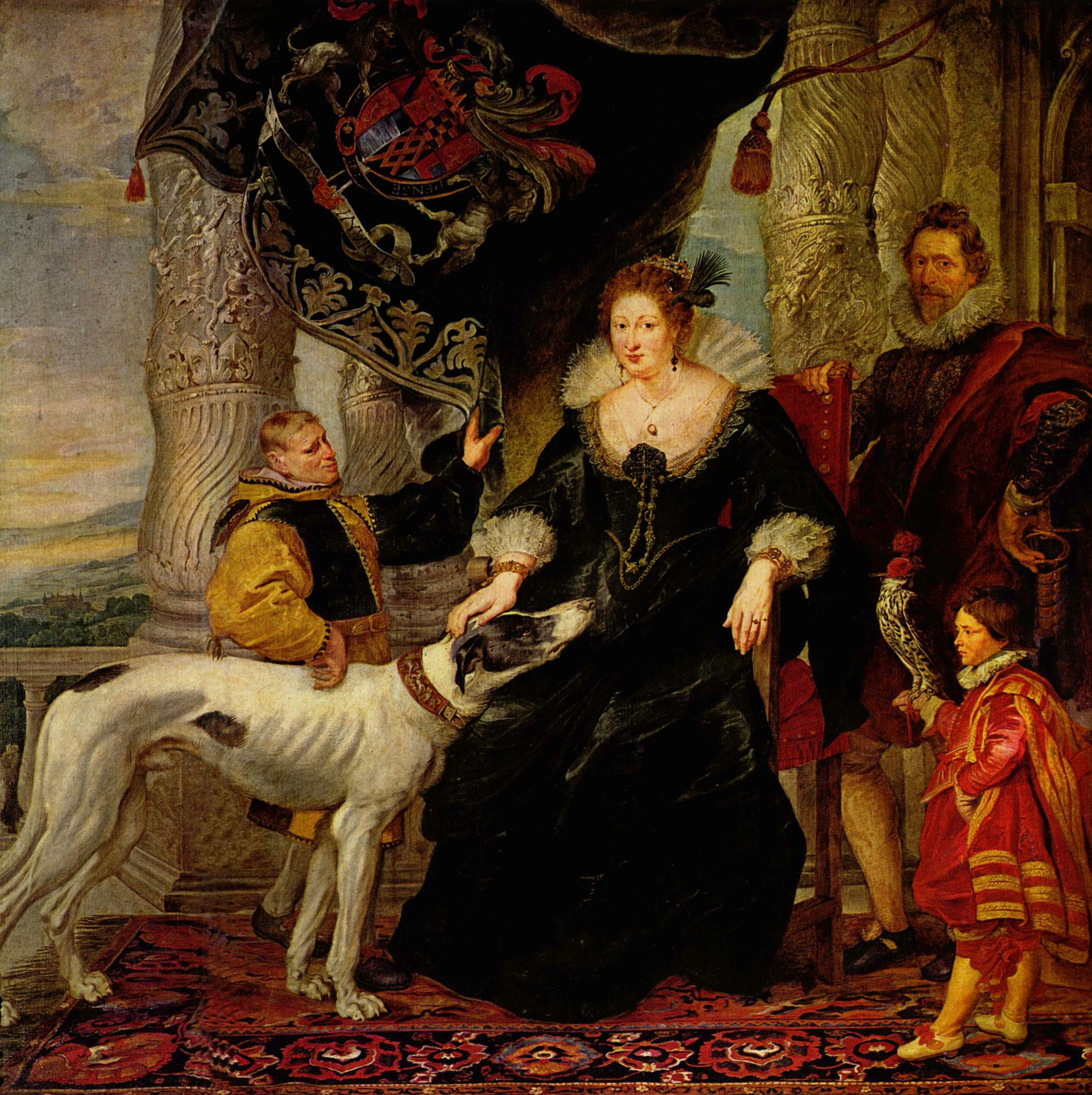
Peter Paul Rubens: Alethea Talbot, moglie di Thomas Howard, XXI conte di Arundel, in un ritratto del 1620

Nel settembre 1606 sposò lady Alatheia (o Alethea) Talbot, una delle figlie di Gilbert Talbot, VII conte di Shrewsbury, e nipote di Bess di Hardwick. Ella ereditò vasti possedimenti nel Nottinghamshire, nello Yorkshire e nel Derbyshire, tra cui la città di Sheffield che sarà la fonte principale della successiva fortuna della famiglia. Seppur con queste grandi entrate, la passione per il collezionismo e l'attività di costruttore del Conte di Arundel lo portarono pesantemente in debito.

### Conte di Arundel e Norfolk

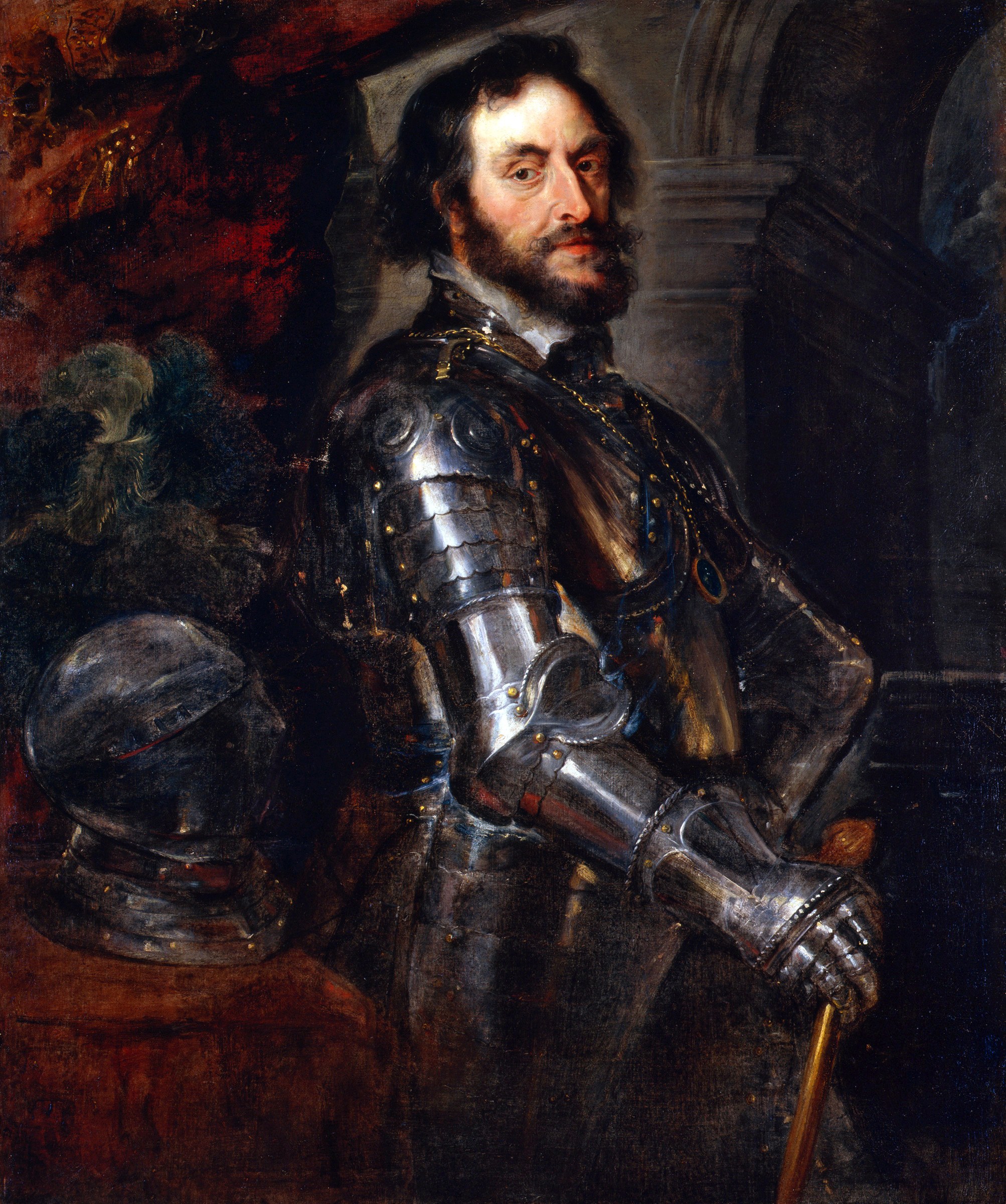
Il Conte di Arundel ritratto da Peter Paul Rubens nel 1630, Isabella Stewart Gardner Museum, Boston

Durante il regno di Carlo I, il Conte di Arundel prestò servizio come inviato speciale presso le maggiori corti d'Europa. Questi viaggi incoraggiarono il suo interesse per l'arte e per il collezionismo.
Nel 1642 egli accompagnò la principessa Maria per il suo matrimonio con Guglielmo II d'Orange. A causa dei problemi creati poi dalla guerra civile in Inghilterra, egli decise di non fare ritorno in patria, stabilendosi in un primo momento ad Anversa e in Italia, a Padova, presso una villa che aveva acquistato.
Il Conte di Arundel fu anche tra coloro che inviarono una petizione al Re inglese per la restaurazione alla famiglia Howard del ducato di Norfolk. Tale restaurazione non avvenne sino all'epoca di suo nipote, ma egli venne creato Conte di Norfolk nel 1644 che almeno iniziò ad assicurare la preminenza del titolo alla famiglia.

### Morte
Egli morì a Padova nel 1646 dopo essere tornato al cattolicesimo che aveva dovuto abbandonare ufficialmente per entrare a far parte del Consiglio Privato. Gli succedette nei titoli il figlio primogenito Henry che fu anche antenato dei Duchi di Norfolk e dei Baroni Mowbray. Il suo figlio più giovane, William Howard, I visconte Stafford sarà antenato dei Conti di Stafford e dei Baroni Stafford e per i suoi meriti in difesa del cattolicesimo in Inghilterra sarà beatificato dalla Chiesa cattolica.

## Discendenza
Lord Thomas Howard e lady Alethea Talbot ebbero quattro figli:
- James Howard, Lord Maltravers (1607-1624);
- Henry Howard, XXII conte di Arundel (1608-1652);
- Lady Anne (1612-1658);
- William Howard, I visconte Stafford (1614-1680).

## Collezionismo e patrono delle arti

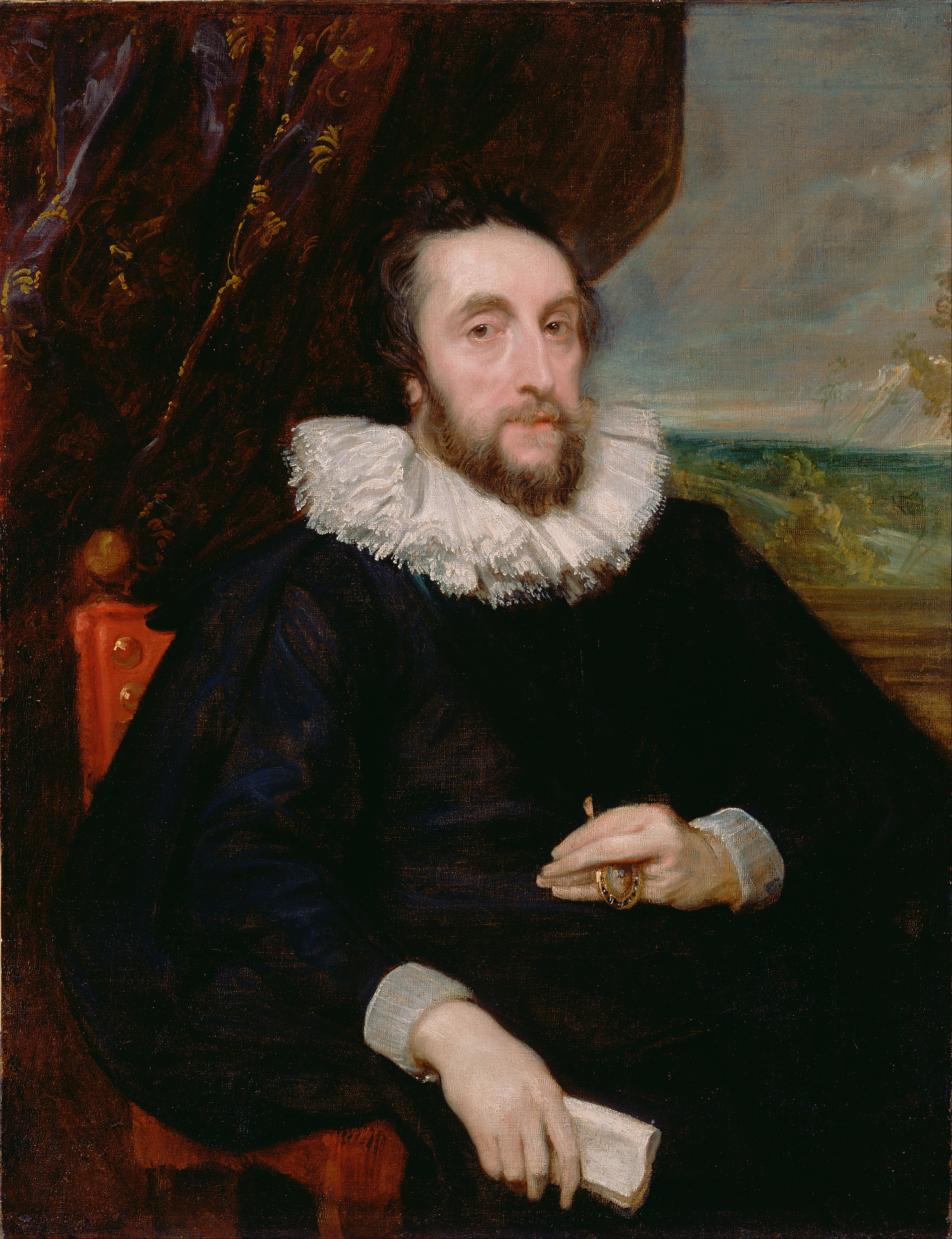
Ritratto di Thomas Howard, XXI conte di Arundel di Antoon van Dyck, 1620-21, Getty Center, Los Angeles

Il Conte di Arundel commissionò dei ritratti di sé e della propria famiglia ad alcuni tra i maggiori artisti a lui contemporanei come Daniel Mytens, Peter Paul Rubens, Jan Lievens e Antoon van Dyck. Egli acquistò inoltre dipinti da Hans Holbein, Adam Elsheimer, Mytens, Rubens e Honthorst.
Egli collezionò disegni di Leonardo da Vinci, dei due Holbein, di Raffaello, del Parmigianino, di Wenceslaus Hollar e di Albrecht Dürer. Molti di questi si trovano oggi nella Royal Library del Castello di Windsor ed a Chatsworth House.
Thomas Howard disponeva anche di una grande collezione di sculture antiche, nota come gli "Arundel Marbles", in gran parte opere romane con alcune inserzioni di opere greche, che saranno poi donate all'Università di Oxford e che oggi si trovano all'Ashmolean Museum.
Egli ebbe anche il merito di scoprire il talento dell'architetto Inigo Jones che accompagnò il Conte di Arundel in uno dei suoi viaggi in Italia (tra il 1613 ed il 1614), una visita che portò i due uomini non lontano da Napoli. In Veneto Howard ebbe modo di ammirare le opere di Palladio che poi influenzeranno tutta la successiva carriera di Jones quando diventerà sovrintendente delle opere del Re.
Tra gli aderenti al circolo fondato del Conte di Arundel vi furono personalità del calibro di James Ussher, William Harvey, John Selden e Francis Bacon.
Fu Gran Maestro della Massoneria inglese.

## Ascendenza
|                                                          |                                 |                                          | Genitori                                 |  |  | Nonni |  |  | Bisnonni                          |  |  | Trisnonni                          |  |
|                                                          |                                 |                                          |                                          |  |  |       |  |  | Henry Howard, III conte di Surrey |  |  | Thomas Howard, III duca di Norfolk |  |
|                                                          |                                 |                                          |                                          |  |  |       |  |  | Henry Howard, III conte di Surrey |  |  | Thomas Howard, III duca di Norfolk |  |
|                                                          |                                 | Elizabeth Stafford                       |                                          |  |  |       |  |  | Henry Howard, III conte di Surrey |  |  |                                    |  |
| Thomas Howard, IV duca di Norfolk                        |                                 |                                          |                                          |  |  |       |  |  | Henry Howard, III conte di Surrey |  |  |                                    |  |
|                                                          |                                 | Frances de Vere                          | John de Vere, XV conte di Oxford         |  |  |       |  |  |                                   |  |  |                                    |  |
|                                                          |                                 | Frances de Vere                          | John de Vere, XV conte di Oxford         |  |  |       |  |  |                                   |  |  |                                    |  |
|                                                          |                                 | Frances de Vere                          | Elizabeth Trussell                       |  |  |       |  |  |                                   |  |  |                                    |  |
| Philip Howard, XX conte di Arundel                       |                                 | Frances de Vere                          |                                          |  |  |       |  |  |                                   |  |  |                                    |  |
|                                                          |                                 | Henry FitzAlan, XIX conte di Arundel     | William FitzAlan, XVIII conte di Arundel |  |  |       |  |  |                                   |  |  |                                    |  |
|                                                          |                                 | Henry FitzAlan, XIX conte di Arundel     | William FitzAlan, XVIII conte di Arundel |  |  |       |  |  |                                   |  |  |                                    |  |
|                                                          |                                 | Henry FitzAlan, XIX conte di Arundel     | Anne Percy                               |  |  |       |  |  |                                   |  |  |                                    |  |
| Mary FitzAlan                                            |                                 | Henry FitzAlan, XIX conte di Arundel     |                                          |  |  |       |  |  |                                   |  |  |                                    |  |
|                                                          |                                 | Catherine Grey                           | Thomas Grey, II marchese di Dorset       |  |  |       |  |  |                                   |  |  |                                    |  |
|                                                          |                                 | Catherine Grey                           | Thomas Grey, II marchese di Dorset       |  |  |       |  |  |                                   |  |  |                                    |  |
|                                                          |                                 | Catherine Grey                           | Margaret Wotton                          |  |  |       |  |  |                                   |  |  |                                    |  |
| Thomas Howard, XXI conte di Arundel e I conte di Norfolk |                                 | Catherine Grey                           |                                          |  |  |       |  |  |                                   |  |  |                                    |  |
|                                                          | William Dacre, III barone Dacre | Thomas Dacre, II barone Dacre            |                                          |  |  |       |  |  |                                   |  |  |                                    |  |
|                                                          | William Dacre, III barone Dacre | Thomas Dacre, II barone Dacre            |                                          |  |  |       |  |  |                                   |  |  |                                    |  |
|                                                          | William Dacre, III barone Dacre | Elizabeth Greystoke, baronessa Greystoke |                                          |  |  |       |  |  |                                   |  |  |                                    |  |
| Thomas Dacre, IV barone Dacre                            | William Dacre, III barone Dacre |                                          |                                          |  |  |       |  |  |                                   |  |  |                                    |  |
|                                                          |                                 | Elizabeth Talbot                         | George Talbot, IV conte di Shrewsbury    |  |  |       |  |  |                                   |  |  |                                    |  |
|                                                          |                                 | Elizabeth Talbot                         | George Talbot, IV conte di Shrewsbury    |  |  |       |  |  |                                   |  |  |                                    |  |
|                                                          |                                 | Elizabeth Talbot                         | Anne Hastings                            |  |  |       |  |  |                                   |  |  |                                    |  |
| Anne Dacre                                               |                                 | Elizabeth Talbot                         |                                          |  |  |       |  |  |                                   |  |  |                                    |  |
|                                                          |                                 | James Leyburn                            | Thomas Laybourn                          |  |  |       |  |  |                                   |  |  |                                    |  |
|                                                          |                                 | James Leyburn                            | Thomas Laybourn                          |  |  |       |  |  |                                   |  |  |                                    |  |
|                                                          |                                 | James Leyburn                            | Margaret Pennington                      |  |  |       |  |  |                                   |  |  |                                    |  |
| Elizabeth Leyburne                                       |                                 | James Leyburn                            |                                          |  |  |       |  |  |                                   |  |  |                                    |  |
|                                                          |                                 | Ellen Preston                            | Thomas Preston                           |  |  |       |  |  |                                   |  |  |                                    |  |
|                                                          |                                 | Ellen Preston                            | Thomas Preston                           |  |  |       |  |  |                                   |  |  |                                    |  |
|                                                          |                                 | Ellen Preston                            | Anne Thornborough                        |  |  |       |  |  |                                   |  |  |                                    |  |
|                                                          |                                 | Ellen Preston                            |                                          |  |  |       |  |  |                                   |  |  |                                    |  |